# Јекатерина Буданова
Јекатерина Васиљевна Буданова (рус. Екатерина Васильевна Буданова; 6. децембар 1916 — 19. јул 1943), била је пилот совјетске војске у Другом светском рату. Са укупно 11 победа у ваздушним борбама заједно са Лидијом Литвак једна је од најуспешнијих жена пилота у Другом светском рату.

## Биографија
Јекатерина је рођена у сељачкој породици у селу Конопљанка у Смоленској области. После завршетка основне школе са веома добрим оценама била је приморана да прекине школовање због смрти свога оца. Њена мајка ју је послала са 13 година у Москву да ради у фабрици авиона. Ту се заинтересовала за авијацију. Убрзо се уписала у падобранску секцију да би 1937. године постала и инструктор летења.
Након напада немачке на тадашњи Совјетски Савез, Јекатарина је приступила 586. Авионском Пуку, коју је оформила Марина Раскова. Овај пук су у потпуности сачињавале жене пилоти, које су управљале авионом Јак-1.
Јекатарина је учествовала у великом броју битака и са доста успеха. Према архивама овог Пука, прву победу као пилот имала је 2. октобра 1942. године, оборивши два авиона. До јуна 1943. оборила је укупно 11 авиона у ваздушним борбама. Своју последњу мисију имала је 19. јула 1943. године, када је оборена у атару села Новокрасновка.